# Первая лига Латвии по футболу 2000
Чемпиона́т Пе́рвой ли́ги Ла́твии по футбо́лу 2000 го́да (латыш. 2000. gada Latvijas Pirmās līgas čempionāts futbolā) — 9-й сезон Первой лиги Латвии по футболу.

## Участники
По итогам сезона 1999 года из Первой лиги в Высшую лигу квалифицировался футбольный клуб:
- «ЛУ/Даугава» — 1-е место в турнирной таблице (76 очков).

Из чемпионата Высшей лиги 1999 года в Первую лигу выбыл футбольный клуб:
- «Резекне» — 8-е место в турнирной таблице (5 очков).

Из чемпионата Второй лиги 1999 года в Первую лигу квалифицировались футбольные клубы:
- «Лоде» — 1-е место[1] в финальном турнире;
- «Робежсардзе» — 2-е место[1] в финальном турнире.

Первую лигу покинули футбольные клубы:
- «Яуниба» — 6-е место в турнирной таблице (25 очков);
- «Целиниекс» — 7-е место в турнирной таблице (23 очка).

## Турнирная таблица
| М | Команда                         | И  | В  | Н | П  | Мячи    | ±   | О   | Примечания               |
| - | ------------------------------- | -- | -- | - | -- | ------- | --- | --- | ------------------------ |
| 1 | Зибенс/Земессардзе (Даугавпилс) | 28 | 23 | 4 | 1  | 78 − 23 | +55 | 73  | Выход в Высшую лигу      |
| 2 | Сконто Металс/Ринар (Рига)      | 28 | 15 | 7 | 6  | 87 − 41 | +46 | 52  |                          |
| 3 | Ауда (Рига)                     | 28 | 14 | 7 | 7  | 51 − 34 | +17 | 49  |                          |
| 4 | РКБ Арма (Рига)                 | 28 | 13 | 5 | 10 | 66 − 58 | +8  | 44  |                          |
| 5 | Салдус/Провими                  | 28 | 8  | 6 | 14 | 52 − 65 | −13 | 30  |                          |
| 6 | Резекне                         | 28 | 6  | 9 | 13 | 32 − 37 | −5  | 27  |                          |
| 7 | Робежсардзе (Лудза)             | 28 | 7  | 5 | 16 | 39 − 85 | −46 | 231 |                          |
| 8 | Лоде (Цесис)                    | 28 | 3  | 3 | 22 | 22 − 84 | −62 | 12  | Выбывание во Вторую лигу |

И — игры, В — выигрыши, Н — ничьи, П — проигрыши, Мячи — забитые и пропущенные голы, ± — разница голов, О — очки

1 Из-за невыполнения финансовых обязательств, у клуба «Робежсардзе» были вычтены 3 очка.
- Клубу «РКБ Арма» засчитано техническое поражение (0:3) за неявку на матч «Зибенс/Земессардзе» — «РКБ Арма» (29 октября)[2].
- Рекорд посещаемости — 1600 зрителей — был установлен на матче «Зибенс/Земессардзе» — «Салдус/Провими», проходившем в Вишки[2].

## Лучшие бомбардиры
| #   | Футболист       | Команда             | Голы |
| --- | --------------- | ------------------- | ---- |
| 1‒2 | Игорь Кириллов  | РКБ Арма            | 25   |
| 1‒2 | Игорь Дацко     | Сконто Металс/Ринар | 25   |
| 3   | Андрей Бутрик   | Сконто Металс/Ринар | 22   |
| 4   | Евгений Качанов | Сконто Металс/Ринар | 18   |
| 5   | Феликс Конуш    | Зибенс/Земессардзе  | 17   |